# قطعنامه ۵۶۳ شورای امنیت
قطعنامه ۵۶۳ شورای امنیت سازمان ملل متحد که در تاریخ ۲۱ مه ۱۹۸۵ تصویب شد، سندی بین‌المللی دربارهٔ اسرائیل-جمهوری عربی سوریه است. این قطعنامه طی نشست ۲۵۸۱ام با ۱۵ موافق، ۰ مخالف و ۰ ممتنع تصویب شد.